# Raionul Pokrovske, Dnipropetrovsk
Pokrovske (în ucraineană Покровський район, transliterat: Pokrovskîi raion) este un raion în regiunea Dnipropetrovsk, Ucraina. Reședința sa este așezarea de tip urban Pokrovske.

## Demografie
Componența lingvistică a raionului Pokrovske
     Ucraineană (95,25%)
     Rusă (4,15%)
     Alte limbi (0,23%)
Conform recensământului din 2001, majoritatea populației raionului Pokrovske era vorbitoare de ucraineană (95,25%), existând în minoritate și vorbitori de rusă (4,15%).